# Wrijvingscoëfficiënt
De wrijvingscoëfficiënt is een (dimensieloos) getal dat de mate van wrijving tussen twee oppervlakken aangeeft.
Experimenteel is gebleken dat in een groot bereik de wrijvingskracht recht evenredig is met de normaalkracht, de kracht waarmee de oppervlakken tegen elkaar gedrukt worden. De wrijvingscoëfficiënt is de evenredigheidsfactor.
Er wordt onderscheid gemaakt in statische wrijvingscoëfficiënt en dynamische wrijvingscoëfficiënt. De statische wrijvingscoëfficiënt is de verhouding tussen de maximaal optredende wrijvingskracht en de normaalkracht voordat de oppervlakken ten opzichte van elkaar gaan bewegen. De dynamische wrijvingscoëfficiënt is de verhouding tussen de wrijvingskracht en de normaalkracht als de oppervlakken ten opzichte van elkaar bewegen.
{\displaystyle F_{w}\leq \mu _{s}F_{N}} als er geen onderlinge beweging is en {\displaystyle F_{w}=\mu _{d}F_{N}} indien wel.
met
- {\displaystyle F_{w}\,}: de wrijvingskracht.
- {\displaystyle F_{N}\,}: de kracht loodrecht op het oppervlak (de normaalkracht).
- {\displaystyle \mu _{s}\,}: de statische wrijvingscoëfficiënt.
- {\displaystyle \mu _{d}\,}: de dynamische wrijvingscoëfficiënt.

De waarde van de wrijvingscoëfficiënt hangt af van de gebruikte materialen. Bijvoorbeeld, metaal op ijs heeft een zeer lage wrijvingscoëfficiënt als er druk uitgeoefend wordt omdat het ijs smelt onder hoge druk. De oppervlakken glijden gemakkelijk over elkaar heen omdat zich altijd een vloeistoflaagje tussen het metaal en het ijsoppervlak bevindt; daarom kan een schaatser zo hard gaan. Rubber op steen, daarentegen, heeft een hoge wrijvingscoëfficiënt (rubber schoenen op stoeptegels glijden niet gemakkelijk). De grootte van het wrijvingsoppervlak heeft geen invloed op de wrijvingskracht, voor zover een verandering in wrijvingsoppervlak geen verandering veroorzaakt in de totale kracht loodrecht op het oppervlak.
De waarde van de dynamische wrijvingscoëfficiënt is meestal afhankelijk van de snelheid waarmee de massa over de ondergrond schuift. Doorgaans neemt de wrijvingskracht (bij benadering evenredig) met de snelheid af:
{\displaystyle \mu _{d}(v)=\mu _{d}^{0}-c_{\mu }\,v}
waarin:
- μd0 = dynamische wrijvingscoëfficiënt bij klein snelheidsverschil
- cμ = evenredigheidscoëfficiënt

## Meting

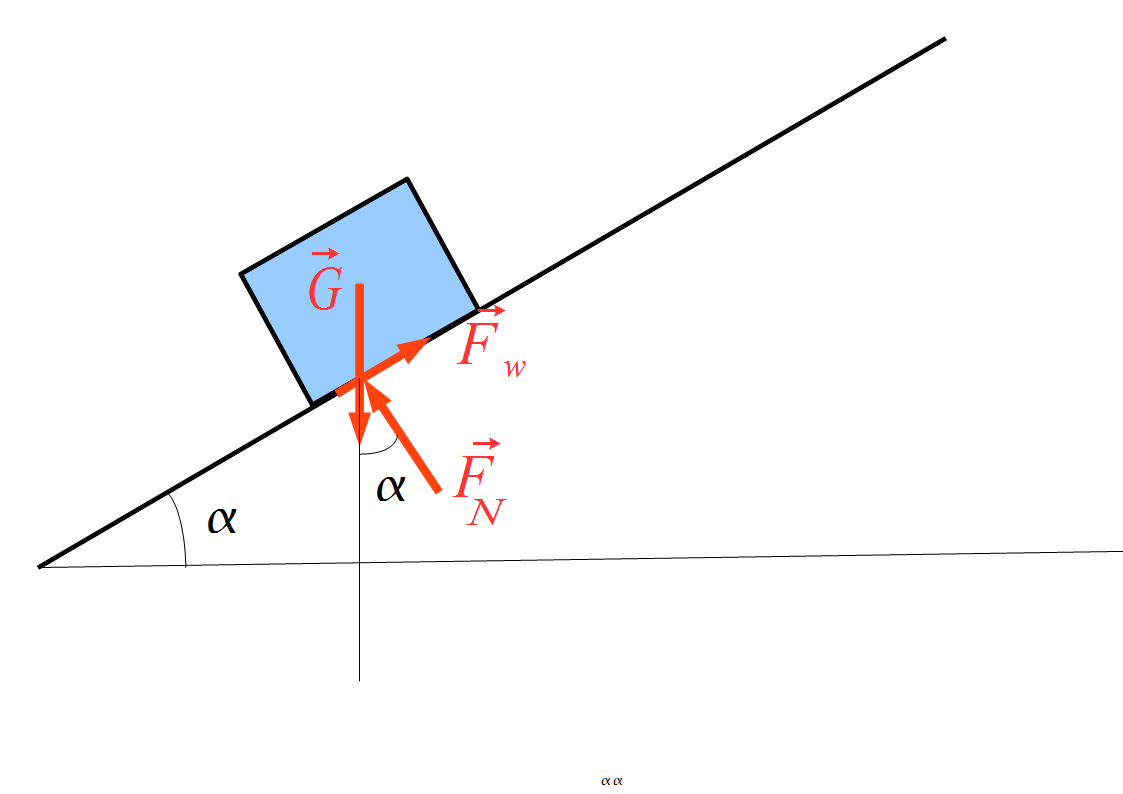
Ruwe meting van de wrijvingscoëfficiënt

De wrijvingscoëfficiënt moet experimenteel bepaald worden, hij kan niet worden berekend. Om de wrijvingscoëfficiënt snel experimenteel te bepalen, kan gebruikgemaakt worden van een hellend vlak. Het hellende vlak is gemaakt van het ene materiaal en op het hellende vlak ligt een voorwerp van het andere materiaal. Men brengt langzaam het hellende vlak onder toenemende helling. Op het moment dat het voorwerp begint te schuiven, meet men de hoek van het hellend vlak. De tangens van de hoek is dan de wrijvingscoëfficiënt.
Evenwichtsvoorwaarden: {\displaystyle F_{N}=G\cos {\alpha }} en {\displaystyle F_{w}=G\sin {\alpha }}. De maximale waarde voor {\displaystyle F_{w}} is {\displaystyle \mu _{s}\cdot F_{N}}.
Zolang er evenwicht is, geldt dus
{\displaystyle F_{w}=G\sin {\alpha }={\frac {F_{N}}{\cos {\alpha }}}\sin {\alpha }={F_{N}}\tan {\alpha }}.
Als dus {\displaystyle \alpha } wordt vergroot, moet {\displaystyle \ F_{w}} toenemen, de maximumwaarde ligt echter vast, namelijk {\displaystyle \mu _{s}\cdot F_{N}} , dus juist voor het verbreken van het evenwicht is {\displaystyle \mu _{s}=\tan {\alpha }}.
Op deze manier kan de statische wrijvingscoëfficiënt bepaald worden, in hoeverre het voorwerp als het ware “kleeft” aan het oppervlak. Als het voorwerp al in beweging is, is de wrijving die het voorwerp en het vlak ten opzichte van elkaar ondervinden lager, dan heeft men te maken met de dynamische wrijvingscoëfficiënt, een maat voor de “bewegingsweerstand” die het voorwerp ondervindt.